# Légion Noire
Pour les articles homonymes, voir Légion noire.
La Légion noire également appelée 1re Légion des Francs de l'Ouest, était une unité militaire de l'armée révolutionnaire française. Elle a participé à ce qui fut la dernière invasion infructueuse de la Grande-Bretagne en février 1797.

## Historique
La Légion fut créée sur ordre du général Hoche pour participer à une attaque à trois volets contre l'Irlande et la Grande-Bretagne. Formée à Rennes le 1er messidor an IV (19 juin 1796), elle était commandé par le chef de brigade William Tate.

### Composition de l'unité
Selon les retours de prisonniers interrogés par le lieutenant-général James Rooke après l'invasion, la légion comptait 46 officiers et 1 178 hommes. Tate a déclaré qu'il avait perdu huit hommes lors du débarquement et quatre hommes en raison de l'action ennemie. Alors que beaucoup d'hommes de troupe la légion étaient des prisonniers et des condamnés engagés contre leur gré (il semble que certains étaient des prisonniers britanniques[réf. nécessaire]), le commandant des forces britanniques, Lord Cawdor, a déclaré que 600 d'entre eux étaient des soldats des troupes françaises de la ligne : "Des grenadiers de plus de six pieds de taille avec un corps d'hommes aussi fin que je l'ai vu".
L'équipement de la légion provenait du matériel, des armes et des uniformes de l'armée britannique capturés lors du débarquement franco-britannique infructueux à Quiberon en 1795. Les uniformes britanniques rouges avaient été teints, avec divers degrés de succès, dans une couleur marron / noir d'où l'unité a obtenu son surnom[réf. nécessaire]. La désignation correcte de l'unité était: La Seconde Légion des Francs.
Tate ne parlait pas français et devait compter sur ses officiers français et irlandais pour communiquer avec ses forces.

### Combats et batailles
Le principal objectif de l'invasion proposée par la Légion de la Grande-Bretagne était d'agir comme une mesure de diversion pour détourner les ressources du principal objectif de la campagne: un débarquement à Bantry Bay sur la côte ouest de l'Irlande. 
L'objectif initial de la Légion était Liverpool. Il a ensuite été modifié pour viser Bristol, à l'époque deuxième ville du pays. Une deuxième force de diversion, La légion des Francs, dirigée par le général Quantain, reçut l'ordre d'attaquer Newcastle upon Tyne et de détruire les navires sur place[réf. nécessaire]. 
Cette force est partie de Dunkerque en novembre 1796 mais est revenue à Flushing aux Pays-Bas en raison d'une mauvaise météo qui avait causé la perte de plusieurs barges d'invasion. Une fois de retour au port, de nombreux soldats, qui semblent également avoir été des criminels engagés[réf. nécessaire], refusèrent de réembarquer et le projet fut abandonné[réf. nécessaire].
Début 1797, la 1re Légion des Francs de l'Ouest est réorganisée à Caen puis elle est dirigée sur le Rhin. Elle se distingue le 18 avril 1797 lors de la bataille de Neuwied avant d'être envoyée à Paris pour participer à la répression et à l'arrestation de Pichegru et de ses complices. Elle est ensuite envoyée à Strasbourg où, le  12 nivôse an VI (1er janvier 1798), elle est amalgamée pour devenir la 14e demi-brigade d'infanterie légère.

## Voir également
- Bataille de Fishguard